# مسعد الحمد
مسعد الحمد لاعب كرة قدم قطري معتزل يلعب ظهير أيمن .
تألق مع نادي السد و منتخب قطر لكرة القدم و لعب بعد السد لأندية الأهلي وأم صلال والوكرة و الشحانية و معيذر.

## روابط خارجية
مسعد الحمد على موقع الاتحاد الدولي (مؤرشف)  (الإنجليزية)
- مسعد الحمد على موقع قاعدة بيانات كرة القدم.إي يو (الإنجليزية)
- مسعد الحمد على موقع ناشيونال فوتبول تيمز (الإنجليزية)
- مسعد الحمد على موقع Soccerway.com (الإنجليزية)